# باتم بچ
«باتم بچ» یا «هرزهٔ مفعول» (به انگلیسی: Bottom Bitch) ترانه‌ای از رپر و خواننده آمریکایی دوجا کت می‌باشد که از سوی کموساب رکوردز و آرسی‌ای رکوردز در ۳ اکتبر ۲۰۱۹ به‌عنوان دومین تک‌آهنگ از آلبوم استودیویی وی تحت عنوان هات پینک (۲۰۱۹) منتشر شد. این ترانه توسط دوجا کت و یتی بیتس تهیه و نوشته شده و به‌همراهٔ اعضای بلینک-۱۸۲ به‌عنوان نویسندگان اضافی بخاطر نمونه‌برداری این ترانه از تک‌آهنگ‌شان «ببخشید چند سالم بود؟» در سال ۱۹۹۹ شده‌است.
این ترانه از لحاظ موسیقیایی آلترناتیو هیپ هاپ و پاپ پانک‌ را با عناصر گرانج ترکیب می‌نماید. موزیک ویدئوی «باتم بچ» در همان روز انتشار ترانه به‌کارگردانی جک بگرت منتشر گردید، موزیک ویدئو دوجا کت را حین اسکیت‌سواری در اطراف دره سن فرناندو درحالی‌که خرابکاری می‌کند و مشکل ایجاد می‌کند نشان می‌دهد و با نشان دادن اجرایی از ترانه در پارک اسکیتی با نقش کوتاهی از رپر آمریکایی ریکو نستی به‌پایان می‌رسد.